# 沈君公
沈君公（6世纪？—589年），吳興郡武康县（今浙江省湖州市德清县）人，南北朝政治人物。沈君理、沈君高的弟弟。
沈君公有才干气局，美风仪，文章典正。自梁元帝败后，在江陵后梁政权为官，被萧岿看重。历任中书黃門侍郎、御史中丞。担任都官尚书时，与义兴王蕭瓛、安平王萧岩叛隋归陈，陈后主任命他为侍中、太子詹事。隋灭陈，隋文帝以他叛逃，下令将他斩于建康。